# Ariadna jubata
Ariadna jubata là một loài nhện trong họ Segestriidae.
Loài này thuộc chi Ariadna. Ariadna jubata được William Frederick Purcell miêu tả năm 1904.